# Самородов Віктор Миколайович
Віктор Миколайович Саморóдов (5 серпня 1951) — вчений-ботанік, педагог, заслужений винахідник України (1995).

## Біографія
Народився 5 серпня 1951 року в м. Рівне.
1974 р. — закінчив Полтавський сільськогосподарський інститут, де й працює (нині Полтавський державний аграрний університет). Віктор Самородов доцент кафедри захист рослин.
1987 р. — заснував фонд імені М. І. Вавилова у Полтавському краєзнавчому музеї.
Організував у Полтаві міжнародні конференції з вивчення ехінацеї (1998, 2003, 2013), за останні 25 років учені різних країн світу цитували наукові роботи  В. М. Самородова, присвячені лише ехінацеї щонайменше 100 разів, науковець був редактором збірників наукових праць, які спеціалізувалися на цій культурі. Разом зі своїм колишнім учнем, а нині доктором сільськогосподарських наук Сергієм Поспєловим  вони першими в Україні власноруч зібрали колекцію видів ехінацеї  в природному ареалі їхнього зростання у США. Удвох вивели 2 сорти ехінацеї — «Красуня прерій» (ехінацея бліда) та «Зірка Миколи Вавилова» (ехінацея пурпурова).
Автором 557 наукових публікацій, серед яких — монографії, розвідки у сфері прикладної ботаніки, екології, історії науки, джерелознавства, біобібліографії, має 69 авторських свідоцтв і патенти України на винаходи, 2 патенти на сорти рослин.
Започаткував 2005 року історико-бібліографічну серію книг «Постаті аграрної та біологічної науки Полтавщини: факти, документи, бібліографія».
З 1976 р. — голова Полтавського відділення Українського ботанічного товариства.
1977 р. — член Ради Українського ботанічного товариства, з його ініціативи в 1997 році на базі Полтавської державної академії було проведено Х з'їзд Українського ботанічного товариства,
1988 р. — член Комісії з збереження та розробки наукової спадщини академіка М. І Вавилова РАН, завдяки зусиллям В. М. Самородова у Полтаві було відкрито першу в Україні меморіальну дошку, а згодом — пам'ятник М. І. Вавилову. Ініціював відкриття меморіальних дошок науковцям краю: В. І. Вернадському, В. В. Докучаєву, М. М. Гришку, А. Є. Зайкевичу, Д. К. Зерову, О. О. Ізмаїльському, О. В. Квасницькому, П. А. Костичеву, О. Н. Соколовському та І. О. Стебуту.
Заступник редактора фахового журналу «Вісник Полтавської державної аграрної академії» (1998).
З 1995 р. — заслужений винахідник України.
У 2020 р. у видавництві «Дивосвіт» вийшов бібліографічний покажчик «Інформаційний та освітній простір Віктора Самородова». Він створений із нагоди 50-річного ювілею Віктора Самородова як читача Полтавської обласної універсальної наукової бібліотеки імені І. П. Котляревського та автора багатьох  книг. Є у виданні й унікальний розділ під назвою «Замість післямови». Тут вміщені дарчі написи книг з особистої бібліотеки Віктора Самородова, зроблені з 1969-го по 2020 рік.

## Премії
- Лауреат премії імені Л. П. Симиренка НАН України, (2001);
- Лауреат премії імені академіка М. М. Гришка Ради ботанічних садів та дендропарків України, (2006);
- Лауреат полтавських обласних і міських премій імені Володимира Короленка, (2007);
- Лауреат премії імені Самійла Величка (із присвоєнням звання «Подвижник у галузі історії та культури України»), (2008);
- Лауреат премії імені Володимира Малика, (2009);
- Лауреат премії імені Панаса Мирного, (2010).

## Відзнаки та нагороди
- Нагороджений ювілейною пам'ятною медаллю АН СРСР з нагоди 100-річчя від дня народження  академіка М. І. Вавилова (1987);
- Газетою «Зоря Полтавщини» визнаний «Полтавцем року» (1992).
- Міжнародним біографічним центром у Кембриджі (Велика Британія) визнаний Людиною досягнень року (1992 р.);
- За створення саду України на Міжнародній виставці «IGA STUTTGART EXPO — 93» нагороджений медаллю Міжнародного союзу садівників (1994 р.);
- відзначений почесним званням Президента України «Заслужений винахідник України» (1995 р.).
- Удостоєний звання «Подвижник в галузі історії та культури України» (2008);
- Трудової відзнаки Міністерства аграрної політики України «Знак пошани» (2011);
- Почесної відзнаки НААН України (2014);
- Отримав 38 авторських свідоцтв та патентів на винаходи, 2 патенти на сорти ехінацеї блідої та пурпурової.

## Обов'язки
- Голова Полтавського відділення Українського ботанічного товариства (з 1976 р.).
- Член Ради Українського ботанічного товариства (з 1977 р.).
- Член Комісії з збереження та розробки наукової спадщини академіка М. І. Вавилова Російської академії наук (з 1988 р.)
- Замісник редактора фахового журналу «Вісник Полтавської державної аграрної академії» (з 1998 р.).

## Книги, збірники
- Академік М. І. Вавилов і Полтавщина: факти, документи, бібліографія / Укл. В. М. Самородов. — Полтава: Верстка, 2005. — 180 с. : фот. — (Постаті аграрної та біологічної науки Полтавщини).
- В гаю заграли проліски (розповіді про весняні рослини Полтавщини) / О. М. Байрак, В. М. Самородов, Н. О. Стецюк [та ін]. — Полтава: [б.в.], 1993. — 56 с.
- В. І. Вернадський і Полтавщина: факти, документи, бібліографія / В. М. Самородов, С. Л. Кигим. — Полтава: Полтавський літератор, 2008. — 260 с.
- Звитяжець наукового свинарства О. П. Бондаренко (1884—1937): наукове видання / В. М. Нагаєвич, В. М. Самородов, М. П. Сокирко, А. М. Шостя ; за наук. ред. В. М. Самородова. — Полтава: Дивосвіт, 2021. — 100 с. — (Історико-бібліографічна серія «Постаті аграрної та біологічної науки Полтавщина: факти, документи, бібліографія» ; кн. 13).
- Кигим С. Л. Михайло Рудинський та Валентин Ніколаєв: фрагменти спільної памяті / С. Л. Кигим, В. М. Самородов // Михайло Рудинський і Полтавський музей: збірник наукових праць / Центр охорони та досліджень пам'яток археології Управління культури Полтавської облдержадміністрації, Полтавський художній музей (Галерея мистецтв) ім. М. Ярошенка, Полтавський краєзнавчий музей ім. В. Кричевського. — Полтава: Дивосвіт, 2017. — С. 31-35.
- Самородов В. М. Аграрний провісник О. О. Іллічевський (1865—1941)[2] / В. М. Самородов, О. В. Халимон. — Полтава: Дивосвіт, 2020. — 94 с.
- Самородов В. М. Бентежний талант хлібороба: штрихи до портрета агроеколога Семена Антонця / В. М. Самородов, С. В. Поспелов. — Полтава: [б.в.], 2010. — 236 с.
- Самородов В. М. В. І. Вернадський та В. Г. Короленко: у поєднанні доль і поглядів / В. М. Самородов, С. Л. Кигим, Л. В. Ольховська. — 2-ге вид., доповнене та уточнене. — Полтава: Видавець С. В. Говоров, 2018. — 72 с.[3]
- Самородов В. М. Гінкго дволопатевий у дендрофлорі парків Полтавщини / В. М. Самородов // Соціально-екологічна роль заповідних дендропарків України: збірка наукових статей. — Полтава: Дивосвіт, 2015. — С. 142—144.
- Самородов В. М. Карлівська складова Костянтиноградського сільськогосподарського товариства (1899—1917): зародження, діяльність, постаті: наукове видання / В. М. Самородов, З. Н. Бондаренко ; за наук. ред. В. М.  Самородова. — Полтава: Дивосвіт, 2020. — 63 с.[4]
- Самородов В. М. Курдюмов Микола Васильович / В. М. Самородов // Історія Полтавського товариства сільського господарства в біографіях визначних членів / НААН України, Національна наукова сільськогосподарська б-ка. — Вінниця: Корзун Д. Ю., 2014. — С. 94-98.
- Самородов В. М. Ліщина ведмежа в колекції Устимівського дендропарку / В. М. Самородов, О. І. Сіора, К. С. Сич // Полтавський державний педагогічний ін-т ім. В. Г. Короленка. Збірник наукових праць Полтавського державного педагогічного інституту імені В. Г. Короленка. — Полтава: б. в., 1999. — Сер. «Екологія. Біологічні науки», Вип. 1. — С. 41-44.
- Самородов В. М. Полтавське сільськогосподарське товариство (1865—1820 рр.): історія звитяги, першопостатті / В. М. Самородов, С. Л. Кигим. — Полтава: Дивосвіт, 20015. — 160 с.[5]
- Самородов В. М. Полтавський вимір: Національної академії наук України (1918—2018) події, постаті, пам'ять. — Полтава: Дивосвіт, 2019. — 240 с[6].
- Самородов В. М. Постаті природознавства та музейництва Полтавщини (XIX—XX ст.) / В. М. Самородов, Л. Кигим. — Полтава: Дивосвіт, 2016. — 144 с.[7]
- Самородов В. М. Сільськогосподарські товариства Хорольського повіту Полтавської губернії (1892—1917): факти, події, постаті / В. М. Самородов, А. В. Козлов, В. А. Козлов. — Полтава: Дивосвіт, 2021. — 77 с.[8]
- Самородов В. М. Хто заснував Криворудський дендрарій? / В. М. Самородов // Наш рідний край / Будинок політичних знань Полтавського обкому КПУ. — Полтава: б. в., 1990. — Вип. 5: Сторінки про природу та пам'ятки природи Полтавщини. — С. 48-50.
- Самородов В. М. Чим пов'язаний з Полтавщиною академік М. І. Вавілов? / В. М. Самородов, В. М. Помогайбо // Наш рідний край / Будинок політичних знань Полтавського обкому КПУ. — Полтава: б. в., 1991. — Вип. 8: Сторінки про вчених — ботаніків, генетиків, інших природознавців та їх зв'язки з Полтавщиною. — С. 45-53.
- Самородов В. М. Чим славен Устимівський дендропарк? / В. М. Самородов // Наш рідний край / Будинок політичних знань Полтавського обкому КПУ. — Полтава: б. в., 1990. — Вип. 5: Сторінки про природу та пам'ятки природи Полтавщини. — С. 41-46.
- Самородов В. М. Що зробив для розвитку агрономії В. І. Сазонов? / В. М. Самородов, С. К. Ісаєва // Наш рідний край / Будинок політичних знань Полтавського обкому КПУ. — Полтава: б. в., 1991. — Вип. 8: Сторінки про вчених — ботаніків, генетиків, інших природознавців та їх зв'язки з Полтавщиною. — С. 53-62.
- Самородов В. М. Які рослини Полтавщини занесені до «Червоної книги СРСР» та «Червоної книги Української РСР»? / В. М. Самородов, О. М. Байрак, В. В. Буйдін // Наш рідний край / Будинок політичних знань Полтавського обкому КПУ. — Полтава: б. в., 1990. — Вип. 5: Сторінки про природу та пам'ятки природи Полтавщини. — С. 56-60.
- Самородов, В. М. Шимков Андрій Петрович / В. М. Самородов // Історія Полтавського товариства сільського господарства в біографіях визначних членів / НААН України, Національна наукова сільськогосподарська б-ка. — Вінниця: Корзун Д. Ю., 2014. — С. 144—147. : фот.

## Науково-практичні конференції
2006
- Самородов В. М. Брати Ніколаєви — першопроходці природно-заповідної справи Полтавщини / В. М. Самородов // Науково-практична конференція (2006 ; Полтава). Природоохоронний рух на Полтавщині: матеріали науково-практичної конференції, 8 — 9 черв. 2006 року. — Полтава: Верстка, 2006. — С. 13-16.
- Самородов В. М. Василь Устимович: портрет громадянина і паркобудівника / В. М. Самородов, О. М. Білик, М. В. Кір'ян // Науково-практична конференція (2006 ; Полтава). Природоохоронний рух на Полтавщині: матеріали науково-практичної конференції, 8 — 9 черв. 2006 року. — Полтава: Верстка, 2006. — С. 16-19.
- Нагаєвич В. М. Створення та розвиток полтавської науково-освітянської школи свинарства : 1865—2005 роки / В. М. Нагаєвич, В. М. Самородов // Полтава в історії наукової сільськогосподарської думки: міжвузівська наукова конференція, 15 берез. 2006 р.: збірник наукових праць / Міністерство аграрної політики України, Аграрний коледж управління і права Полтавської державної аграрної академії. — Полтава: [б. в.], 2006. — С. 13-31.

2008
- Самородов В. М. Полтавщина в духовному світі В. І. Вернадського / В. М. Самородов // До чистих джерел Пирятинського краю: матеріали екологічної науково-практичної конференції, присвяченої 145-річчю від дня народження академіка В. І. Вернадського,16 трав. 2008 р., с. Березова Рудка. — Полтава: Полтавський літератор, 2008. — С. 12-19.

2012
- Самородов В. М. Микола Вавилов та Дмитро Бородін: спільне служіння Україні: [про полтавський період життя] / В. М. Самородов // Історія освіти, науки і техніки в Україні: матеріали VII Всеукраїнської конференції молодих учених та спеціалістів, 16 бер. 2012 р., м. Київ. — К. : ДНСГБ НААНУ, 2012. — Ч. 2. — С. 172—175.

2013
- Самородов В. М. В. І. Вернадській та В. Г. Короленко: невідомі сторінки родоводу / В. М. Самородов, С. Л. Кигим, Л. В. Ольховська // Біорізноманіття України в світлі ноосферної концепції академіка В. І. Вернадського: матеріали Всеукраїнської науково-практичної конференції (м. Полтава, 18-19 квіт. 2013 р.) / Полтавський національний педагогічний ун-т ім. В. Г. Короленка. — Полтава: Астрая, 2013. — С. 22-27.
- Самородов В. М. Полтавщина в життєвому просторі Володимира Вернадського / В. М. Самородов, С. Л. Кигим // Біорізноманіття України в світлі ноосферної концепції академіка В. І. Вернадського: матеріали Всеукраїнської науково-практичної конференції (м. Полтава, 18-19 квіт. 2013 р.) / Полтавський національний педагогічний ун-т ім. В. Г. Короленка. — Полтава: Астрая, 2013. — С. 27-30.
- Самородов, В. М. У світі В. В. Докучаєва: епізоди полтавської наукової біографії / В. М. Самородов, С. Л. Кигим // Матеріали Міжнародного науково-практичного семінару, присвяченого 130-річчю виходу книги професора В. В. Докучаєва «Російський чорнозем», і появі сільськогосподарської дослідної справи як галузі знань, м. Київ, 10 груд. 2013 р. — К. : Нілан-ЛТД, 2013. — С. 119—120.

2014
- Самородов В. М. М. Ф. Ніколаєв (1882—1941?) — музейник, освітянин, один з організаторів природоохоронної справи / В. М. Самородов, С. Л. Кигим // Історія освіти, науки і техніки в Україні: матеріали IX Всеукраїнської конференції молодих учених та спеціалістів, 22 трав. 2014 р. — К. : Корзун Д. Ю., 2014. — С. 133—137.
- Самородов В. М. Микола Ніколаєв — життя у царині природознавства та освіти / В. М. Самородов, С. Л. Кигим // Теоретичні та прикладні аспекти розвитку природничих дисциплін: матеріали Міжнародної науково-практичної конференції. — Полтава: Друкарська майстерня, 2014. — С. 24-30.
- Самородов В. М. Шишацька хроніка В. І. Вернадського / В. М. Самородов, С. Л. Кигим // Біорізноманіття України в світлі ноосферної концепції академіка В. І. Вернадського: матеріали Всеукраїнської науково-практичної конференції, м. Полтава 17-18 квіт. 2014 р. — Полтава: Астрая, 2014. — С. 4-11.

2015
- Самородов В. М. Андрій Петрович Шимків (1839—1919 рр.) — знакова постать в історії Полтавського сільськогосподарського товариства / В. М. Самородов, О. О. Шиян // Історія освіти, науки і техніки в Україні: матеріали Х Всеукраїнської конференції молодих учених та спеціалістів, присвяченої 150-річчю з часу заснування Полтавського товариства сільського господарства, м. Київ, 28 трав. 2015 р. / НААН України, Національна наукова сільськогосподарська б-ка, Полтавська державна аграрна академія, Полтавський краєзнавчий музей. — Вінниця: Корзун Д. Ю., 2015. — С. 53-57. : фот.
- Самородов, В. М. Генофонд гінкго дволаптевого парків Полтавщини / В. М. Самородов // Генофонд рослин та його використання в сучасній селекції: матеріали Міжнародної науково-практичної конференції, присвяченої пам'яті професора М. М. Чекаліна, м. Полтава, 22-23 квіт. 2015 р. — Полтава: Шевченко Р. В., 2015. — С. 106—108.
- Самородов В. М. Микола Курдюмов (1885—1917 рр.): життєвий шлях та наукові стратегії зачинателя прикладної етимології / В. М. Самородов // Історія освіти, науки і техніки в Україні: матеріали Х Всеукраїнської конференції молодих учених та спеціалістів, присвяченої 150-річчю з часу заснування Полтавського товариства сільського господарства, м. Київ, 28 трав. 2015 р. / НААН України, Національна наукова сільськогосподарська б-ка, Полтавська державна аграрна академія, Полтавський краєзнавчий музей. — Вінниця: Корзун Д. Ю., 2015. — С. 161—165.
- Самородов, В. М. Полтавский контекст интродукции гинкго двулопастного / В. М. Самородов // Лікарське рослинництво: від досвіду минулого до новітніх технологій: матеріали четвертої Міжнародної науково-практичної інтернет-конференції: до 100-ліття дослідження ехінації в Україні. — Полтава: б. в., 2015. — С. 154—155.

2016
- Самородов В. М. Життєпис організатора системних досліджень лікарських рослин в Україні П. І. Гавсевича (1883—1920) / В. М. Самородов // Лікарське рослинництво: від досвіду минулого до новітніх технологій: матеріали п'ятої Міжнародної науково-практичної інтернет-конференції, м. Полтава, 27-28 груд. 2016 р. : до 100-ліття системного вивчення лікарських рослин в Україні / М-во освіти і науки України, НААН України, Полтавська державна аграрна академія, Дослідна станція лікарських рослин ІАП, Полтавське відділення українського ботанічного товариства. — Полтава, 2016. — С. 19-23. : фот.
- Самородов В. М. Історично-наукова реконструкція полтавського періоду життя вченого-бджоляра І. Л. Корабльова (1871—1951) / В. М. Самородов, Л. В. Чеботарьова // Історія освіти, науки і техніки в Україні: матеріали XI Всеукраїнської конференції молодих учених та спеціалістів (м. Київ,16 трав. 2016 р.) / НААН України, Національна наукова сільськогосподарська б-ка. — Вінниця: Нілан-ЛТД, 2016. — С. 228—230.
- Самородов В. М. Михайло Олеховський — гідний послідовник ідей В. В. Докучаєва і В. І. Вернадського у дослідженні природи Полтавщини / В. М. Самородов // Професор С. Л. Франкфурт (1866—1954) — видатний вчений-агробіолог, один із дієвих організаторів академічної науки в Україні: до 150-річчя від дня народження: матеріали Міжнародної науково-практичної конференції. м. Київ, 18 листоп. 2016 р. — К. : Наш Формат, 2016. — Ч. 2. — С. 74-77.
- Самородов В. М. Особливості сучасного періоду інтродукції гінкго дволопатевого (Ginkgo biloba L.) на Полтавщині / В. М. Самородов // Лікарські рослини: традиції та перспективи досліджень: матеріали III Міжнародної наукової конференції, присвяченої 100-річчю Дослідної станції лікарських рослин, с. Березоточа, 14-15 лип. 2016 р. / Дослідна станція лікарських рослин. — К. : ДІА, 2016. — С. 79-84.
- Самородов В. М. Професор-бджоляр І. І. Корабльов (1871—1951) професійна та наукова біографія полтавського періоду життя / В. М. Самородов, Л. В. Чеботарьова // Проблеми відтворення та охорони біорізноманіття України: матеріали Всеукраїнської науково-практичної конференції, м. Полтава, 14 квіт. 2016 р. / М-во освіти і науки України, Полтавський національний педагогічний ун-т ім. В. Г. Короленка, Полтавський обласний ін-т післядипломної педагогічної освіти ім. М. В. Остроградського, Полтавська державна аграрна академія, Українська медична стоматологічна академія. — Полтава: Астрая, 2016. — С. 28-31.

2017
- Самородов В. М. Валентин Ніколаєв (1889—1973): життєпис людини великої ерудиції / В. М. Самородов, С. Л. Кигим // Історія освіти, науки і техніки в Україні: матеріали XII Міжнародної конференції молодих учених та спеціалістів, присвяченої 100-річчю від дня створення Національної наукової сільськогосподарської бібліотеки Національної академії аграрних наук України, м. Київ, 19 трав. 2017 р. / Національна академія аграрних наук України, Національна наукова сільськогосподарська б-ка, Рада молодих вчених НААН. — К. : Компринт, 2017. — С. 172—175.
- Самородов В. М. Універсальний талант ботаніка Валентина Ніколаєва (1889—1973) / В. М. Самородов, С. Л. Кигим // Біорізноманіття: теорія, практика та методичні аспекти вивчення у загальноосвітній та вищій школі: матеріали Всеукраїнської науково-практичної конференції, м. Полтава, 2-3 листоп. 2017 р. : присвяченої 80-річчю з дня заснування кафедри ботаніки, екології та методики навчання біології Полтавського національного педагогічного ун-ту ім. В. Г. Короленка / М-во освіти і науки України, Полтавський національний педагогічний ун-т ім. В. Г. Короленка, Департамент освіти і науки Полтавської обласної державної адміністрації, Управління освіти виконавчого комітету Полтавської міської ради, Дніпропетровський національний ун-т ім. О. Гончара, Кам'янець-Подільський національний педагогічний ун-т ім. І. Огієнка, Полтавський обласний еколого-натуралістичний центр учнівської молоді, Полтавський обласний ін-т післядипломної педагогічної освіти ім. М. В. Остроградського, Ін-т ботаніки ім. М. Г. Холодного НАН України, М-во екології та природних ресурсів України, Комунальна установа "Рекреаційний центр «Криворудський» Полтавської обласної ради, Полтавське відділення українського ботанічного т-ва, Полтавський краєзнавчий музей ім. В. Кричевського. — Полтава: Гаража М. Ф., 2017. — С. 42-49.

2018
- Самородов В. М. Особливості ураження мікоплазмами гінкго дволаптевого в Полтавській області / В. М. Самородов, Г. Д. Поспєлова // Теоретичні та прикладні аспекти вивчення, збереження та збагачення фіторізноманіття у науково-дослідних установах та навчальних закладах України: матеріали Всеукраїнської науково-практичної конференції, присвяченої 5-річчю заснування Хорольського ботанічного саду, м. Хорол, 4 жовт. 2018 р. / М-во екології та природних ресурсів України, Хорольський ботанічний сад, Полтавське відділення українського ботанічного т-ва, Полтавський національний педагогічний ун-т ім. В. Г. Короленка. — Полтава: Гаража М. Ф., 2018. — С. 111—113.
- Самородов В. М. Сторінки біографії фундатора кафедри землеробства і агрохімії В. І. Сазанова (1879—1967) / В. М. Самородов, С. В. Поспєлов // Актуальні питання землеробства і агрохімії: історія та сьогодення: матеріали Всеукраїнської науково-практичної конференції на посвяту 90-річчя кафедри землеробства і агрохімії імені В. І. Сазанова факультету агротехнології та екології Полтавської державної аграрної академії, м. Полтава, 27-28 листоп. 2018 р. / М-во освіти і науки України, М-во аграрної політики та продовольства України, Полтавська державна аграрна академія. — Полтава: ПДАА, 2018. — С. 55-62.
- Чеботарьова Л. В. Полтавська складова діяльності Василя Докучаєва як реформатора вищої сільськогосподарської освіти / Л. В. Чеботарьова, В. М. Самородов, С. Л. Кигим // Актуальні питання землеробства і агрохімії: історія та сьогодення: матеріали Всеукраїнської науково-практичної конференції на посвяту 90-річчя кафедри землеробства і агрохімії імені В. І. Сазанова факультету агротехнології та екології Полтавської державної аграрної академії, м. Полтава, 27-28 листоп. 2018 р. / М-во освіти і науки України, М-во аграрної політики та продовольства України, Полтавська державна аграрна академія. — Полтава: ПДАА, 2018. — С. 71-75.

2019
- Самородов В. М. Ботанічна Котляревськіана: І. П. Котляревський та його герої у назвах рослин / В. М. Самородов // Будеш, батьку, панувати: матеріали краєзнавчих читань, присвячених 250-й річниці від дня народження І. П. Котляревського, м. Полтава, 4-5 вер. 2019 р. — Полтава: АСМІ, 2019. — С. 84-86.